# Краснослободский Спасо-Преображенский монастырь
Краснослободский Спасо-Преображенский монастырь (Спасская пустынь) — общежительный мужской монастырь Краснослободской епархии Русской православной церкви, расположенный на берегу реки Мокши в посёлке Преображенском, в 5 км от города Краснослободска.
Основан в XVII столетии старцем Дионисием. Официально открыт в 1655 году. Отстроен в камне как единый ансамбль Геннадием на рубеже XVIII—XIX веков. Закрыт в 1928 году, постройки заняты сельским профтехучилищем. Возрождён в 1994 году.

## История

### Основание
История монастыря начинается с появлением отшельника Дионисия среди глухого мокшанского леса. Согласно легенде, около 1650 пришёл под Красную Слободу «чёрный старец» Дионисий и поселился в 5 верстах от города, на берегу Мокши, в большом сосновом лесу. Монах сделал келейку, справлял все церковные службы и трудился ради Бога и ради спасения своей души. Крестьянин по имени Путилка Дмитриев Баженов, из села Дмитриева Усада, Темниковского уезда Тамбовской губернии, закрепляет в 1652 году за новой пустынкою (так называли келию Дионисия) все принадлежавшие ему земли по соседству с нею. А слобожане, во главе с «Великого Государя дворцовыя Красные Слободы с крестьянином Андрюшкою Агапитовым с товарищи и всяких чинов люди» отправляются в Москву ходатайствовать пред патриархом Никоном о построении храма в новой пустынке: «…около Дионисевой пустыньки лес ронить и воздвигнуть вновь церковь». На что и получают благословение в особой грамоте.
Об основании Спасо-Преображенского монастыря известно из грамоты патриарха Никона от 6 августа 1655 г, на которую ссылаются историк — краевед И.Беляев и более поздние исследователи. Грамота была подписана патриархом в августе 1655 года (до 1930 года она хранилась в Спасо-Преображенском монастыре, затем в краеведческом музее, где и пропала в начале 70-х годов XX века). Вот текст этой грамоты. 

Божиею милостью, се аз смиренный Великий Государь святейший Никон, патриарх Московский и всея Великия и Малыя и Белыя России: били нам челом Темниковского уезда государевые дворцовые Красныя Слободы Андрюшка Агапитов с товарищи и всяких чинов люди, а в челобитной их написано: в Краснослободском де кругу вверх по реке Мокше в большом лесу на берегу реки Мокши есть де у них пустынка, а в ней живет черный старец Дионисий, а у них де в Красной Слободе и в Краснослободском присуде во всей волости монастырей близко нет, а которые де у них люди по обещанию своему желают душевного ради спасения и изнемогаючи к смерти пострищися негде, помирают без пострижения, и ныне де они обещались в той пустынке воздвигнуть вновь церковь во имя Преображения Господа Бога и Спаса нашего Иисуса Христа да в приделах Пресвятыя Богородицы Казанской да Усекновения честныя главы Иоанна Предтечи, и нам бы им пожаловать благословить и велеть бы им на тое церковь и на приделы лес ронить и в том лесу в той пустынке воздвигнуть вновь церковь во имя Преображения Господа и Спаса нашего Иисуса Христа да в приделах Пресвятые Богородицы Казанския да Усекновения честные главы Иоанна Предтечи и дать антиминсы, и аз смиренный Великий Государь святейший Никон патриарх Московский и всея Великия и Малыя и Белыя России Темниковского уезда государевые дворцовые Красныя Слободы Андрюшку Агапитова с товарищи пожаловал благословил велел им на тое церковь и на приделы лес ронить и в том лесу в Краснослободском кругу вверх по реке Мокше в большом лесу на берегу реки Мокши в той пустынке воздвигнуть вновь церковь во имя Преображения Господа Бога и Спаса нашего Иисуса Христа да в приделах Пресвятыя Богородицы Казанския да Усекновения честные главы Иоанна Предтечи, а приделы велел делать по сторонам тоя церкви и вход в приделы был бы из паперти, а главы бы на той церкви и на приделах были круглыя, а не островерхия, а как та церковь и приделы совершатся, и на тое церковь и на приделы велел им антиминсы дать, а освятить ту церковь и приделы попу с диаконом по правилам святых апостолов и святых отец. Писано в Москве лета 7163 августа в 6 день, печатны взяты.
На подлинной грамоте была приложена печать красного воска, на обороте грамоты написано: «Жалованная благословенная грамота». По склейке на обороте написано: «Дьяк Парфений Иванов».
Исполнение по этой грамоте не замедлило последовать, что было тем удобнее, что в старину церкви строились и украшались очень незатейливо. Простой деревянный сруб, крытый драньём или соломой, кое-как сколоченный иконостас с навешанными на него образами невзыскательной работы, выбойчатая завеса, такие же ризы и облачения на престол и жертвенник, оловянные или даже деревянные сосуды для священнослужения, — вот церковь и готова. При таких порядках и краснослободские усердники, Андрюшка Агапитов и его товарищи, могли очень скоро исправить дело. Не успело лето смениться летом, а церковь уже была готова; придельная Казанская церковь была освящена в феврале 1656 года 14 дня, то есть чрез шесть месяцев после получения патриаршей грамоты.
Первым известным настоятелем был монах Арсений (1676—1680 гг.). Первые полтора столетия монастырь развивался медленно и напоминал скорее скит. Монастырь владел 1 439 десятинами земли, в нём проживали 16 монахов и 45 послушников. В писцовых книгах 1682 года «за монастырём записаны сенные покосы, бортные урожаи и рыбные ловли по реке Мокше, Парце и Чёрной, граничившие с дворцовыми сёлами Плужное и Новый Усад». Ещё в 1670-х годах монастырь получил на оброк пустующую церковную землю в селе Шенино « — пашню и луг, за что ежегодно платил 2 рубля оброка». Эта земля была закреплена за ним во время Генерального межевания.
В 1680 году монастырь получил из неокладных доходов Красной Слободы на каждого старца (их было 30) по рублю, четверти ржи и четверти овса. За тем выдачу хлеба заменили деньгами: ежегодно выплачивалось 43 рубля 16 алтын 2 деньги.
В 1702 году игумен просил у Петра I возобновить выдачу хлебного и денежного жалования за 1699—1702 гг., чтобы старцам «голодною и студёною смертью не умереть». В ответ монахам была пожалована земля «мерой вдоль и поперёк за версту поросшая лесом, под дворовую усадьбу, огород, гуменник и на животинный выпуск». Царь Фёдор Алексеевич (1676—82) передал монастырю 3-пудовый колокол (сохранялся там до 1917).
Во второй половине XVIII из четырёх Краснослободских монастырей только один Спасо-Преображенский оставлен монастырём, да и то нештатным; прочие закрыты. Земля за монастырём была сохранена. В конце XVIII века в Краснослободском уезде за ним числилось около 1292 десятин, в том числе пашни — 28, сенных покосов — 48, леса — 1175, а также «мукомольная мельница о двух поставах на реке Рябка». Свои рыбные ловли на реке Мокша возле сёл Девичий Рукав и Пурдошки монахи отдавали в пользование крестьянину села Пурдошки Фёдорову за 18 рублей в год. В 1764 году в обители был один игумен, 4 иеромонаха и 2 монаха. В XIX веке, в 1820 году в обители проживало уже 19 насельников, в 1850 — 64, а в 1860 году — уже 73. В конце XIX века было 55 человек, а перед революцией — 61 человек.

### Старец Герасим
Из монахов этого монастыря пользовался известностью старец Герасим, основатель пустыни по реке Рябке, — впоследствии игумен Спасо-Преображенского монастыря. Это о нём пишет Г.Петерсон «…святыней монастыря почитается могила с останками бывшего настоятеля обители и дивного подвижника иеромонаха Герасима». Иеросхим Герасим особо чтим в монастыре. Пришёл он в Спасскую пустошь послушником во времена Дионисия и после нескольких лет искуса принял постриг. Через несколько лет с разрешения настоятеля покинул монастырь и ушёл за 80 вёрст от Слободы в пустынь у  речки  Саровка. Вырыв себе пещеру, Герасим долгое время жил отшельником в этих глухих таёжных местах, живя молитвами, соблюдением строгих постов и ограничивая себя во всём. В 1671 году он покинул Саров, вернулся в Спасскую пустынь уже не молчаливым юношей, а умудрённым опытом иноком. Герасим много работает, но жизнь или вернее сказать суета, тяготит его. Он ищет уединённое место и вскоре уходит в глушь на реке Рябка жить там пустынником. Как и в Сарове он разрабатывает огород. В свободное от молитв и огородничества время Герасим делает колёса для телег, а вырученные деньги раздаёт бедным. Монастырская братия часто наведывается к пустыннику, он беседует с ними, а когда они уходят нагружает их дарами своего нелёгкого труда. В 1682 году умирает настоятель Спасской пустыни Феодосий, и монастырская братия выбирает Герасима настоятелем. После возвращения в монастырь к братии жил там отшельником и в большой строгости к себе. При нём монастырь отстоял свои права на земли и принял строгий пустыннический тип уклада. Для него это было большим испытанием: познавший и полюбивший тишину уединения он должен быть теперь в центре нелёгкой жизни обители.
У монастыря не складываются отношения с соседями — окрестными крестьянами. Начинается долгая тяжба. Положение осложнялось слабостью власти — на престоле сидели малолетние сыновья умершего в это время царя Алексея Михайловича. В начале 1680-х годов Герасим жаловался на вырубку бортных деревьев, утрату сенокосных полянок, захваченных государственными крестьянами села Тенишево. В свою очередь крестьяне села Тенишевские Гумны Иван Тимофеев и другие жаловались на несправедливое завладение братией «тяглою пашней на 60 четвертей неведомо по какому случаю». Грамота царей Ивана и Петра Алексеевичей от 24 марта 1687 г. в Красную Слободу предписывала стольнику С. И. Украинцеву повести следствие. После разбирательства в 1690 году спорные земли были закреплены за монастырём.
Скончался иеросхимонах Герасим предположительно около 1700 года. Старец Герасим был погребён около деревянной Преображенской церкви. Когда началось строительство каменного храма, его новые границы значительно подвинулись на восток, и новая, каменная Преображенская церковь стала на месте старого монашеского кладбища. В 1795 году по конструктивным просчётам обрушились стены этой церкви. По новому проекту, каменная Церковь обрела крестообразное основание, и под правым крылом могила старца Герасима оказалась внутри новой Преображенской Церкви. Над гробом иеросхимонаха Герасима, строителем Геннадием, был устроен саркофаг, покрытый сверху парсуной с изображением Старца в полный рост. В схиме, со скрещёнными на груди руками, на лике глаза закрыты. Над гробом служили панихиды и обращались по своим нуждам. Никто не вёл летопись, поэтому сколько было чудес неизвестно, но по возрастанию почитания Старца, можем судить, что чудесной помощи было немало. Преображенская Церковь была разрушена в 60-е годы XX века, саркофаг был разрушен и могила затеряна. В 2005 году, при проведении реконструктивных работ, обнаружены остатки фундамента Преображенской летней Церкви, определены настоящие размеры снесённой Церкви /размах крыльев 25х40метров/.При очистке старой водопроволной траншеи, осыпался песок, и обнажился коленный сустав останков погребённого монаха. Место согластно это на уровне цокольного этажа Преображенской Церкви, правое крыло, в котором был устроен придел в честь прп. Герасима Иорданского, а старец Герасим был пострижен в честь прп. Герасима Иорданского.
Помолившись Богу, два иеромонаха обрели нетленные останки тела погребённого. Был изготовлен деревянный дубовый ящик, под размер тела, облачили в монашеские одежды, и подняли в алтарь надвратной церкви Иверской Иконы Божией Матери.
Было чудесное подтверждение, что обретение является истинно принадлежащим Старцу Герасиму, и что вскоре останки иеросхимонаха Герасима должны прославиться как святые мощи.

### Строитель Геннадий
В 1793 году новым игуменом обители стал иеромонах Саровского монастыря Геннадий, который был известен в Краснослободске и уезде как строитель. До него жизнь в обители тянулась монотонно и однообразно, особой активности в освоении угодий и благоустройстве обители братия не проявляла. По выражению И. Беляева, новый игумен «повёл монастырь сильной рукой, и на монастырь полился золотой дождь».
Будучи сыном богатого купца, Геннадий, став настоятелем, вложил в Спасову обитель 20 тысяч из личных средств. Он часто ездил в Москву и получал от благотворителей по 10—11 тысяч рублей.
В 1795 году развернулось строительство монастыря в камне. Вместо 18 ветхих деревянных келий, обнесённых забором из хвороста, возник четырёхугольник каменных корпусов с башнями по углам.
Строительство каменной церкви было начато до архимандрита Геннадия. Но почти построенная церковь развалилась в 1795 году. В 1799 году был построен каменный Преображенский собор, в 1801 году — освящён Казанский придел, а в 1804-м — Иоанно-Предтеченский. В 1810 году была заложена, а в 1817-м освящена больничная Александро-Невская церковь. Одновременно строилась колокольня, стены, башни, гостиницы, хозяйственные постройки, частично сохранившиеся до наших дней. Колокольня с надвратной Никольской церковью была завершена и освящена в 1857 году. Рылись глубокие и широкие траншеи, из них брали глину и здесь же, недалеко обжигали кирпичи. Так был построен архитектурный ансамбль. После Краснослободской обители Геннадий вернулся в Саров, где и умер.
К 1917 году монастырь представлял собой законченный комплекс, выполненный в стиле классицизм, и отличался он от остальных монастырей Мордовского края единством архитектурного стиля. Весь ансамбль монастыря заключён был в квадрат со сторонами примерно 100 метров. Окружённый с севера и востока красивым сосновым бором, монастырь обращён главным фасадом на широкую пойму реки Мокши с бескрайними заливными лугами. Стороны этого квадрата составляли одноэтажные келейные корпуса, двухэтажные настоятельские корпуса (в настоящее время надстроены), колокольня, три наугольных павильона-башни, хозяйственный корпус, церковь Александра Невского и мелкие строения. При монастыре в то время было несколько учебных заведений, в том числе духовная школа, готовившая кадры для приходов.
Одной из святынь монастыря была «Казанская икона Царицы небесной древнегреческого письма». После закрытия монастыря её спасли и хранили у себя местные жительницы, а когда монастырь стал опять действующим, то икону вернули на своё законное место. Здесь также особо чтится икона Божией Матери Боголюбская.
Монастырское кладбище было местом захоронения знатных горожан. Здесь был похоронен почётный гражданин Краснослободска купец И. М. Севастьянов (1771—1850), который после пожара в 1817 года вложил в восстановление города свои личные средства, за что был награждён правительственной золотой медалью. В особом склепе под соборным храмом покоился бывший настоятель обители подвижник иеросхимонах Герасим (скончался около 1700 г).

### После революции 1917 г.
В 1928 году монастырь был закрыт и разрушен. После революции от него остались только братские корпуса и высокая трёхъярусная колокольня, фундамент церквей. В Хрущёвские 60-е годы была снесена летняя Преображенская Церковь и кладбищенская церковь. Тёплая больничная Александра Невского церковь обращена в клуб, а келейные корпуса вместили среднее сельское профессионально-техническое учебное заведение (Краснослободский сельскохозяйственный техникум).
Окружённый с севера и востока красивым сосновым бором, монастырь обращён главным фасадом на широкую пойму реки Мокши с бескрайними заливными лугами. Его пространственная композиция — каре, образованное одноэтажными келейными корпусами, двухэтажным настоятельским корпусом и тремя угловыми башнями. Монастырь возобновлён в 1995 году.
С марта 2004 года монастырь восстанавливается усердием любящих Бога близких духовных другов игумена Иоанна (Мычка).
В числе братий монастыря ныне: один игумен, 3 иеромонаха, один иеродиакон, 1 монаха и 1 инок-всего семь, а перед самой революцией в штате было 61 монахов.

## Храмы монастыря
- Соборный храм Преображения Господня Монастырский собор, 1912г

Первая деревянная церковь построена и освящена в феврале 1656 г. В первой половине XVIII века является вторая церковь деревянная, но когда именно, не известно; только в описях 1760-х годов значатся уже две церкви, вторая во имя Успения Пресвятыя Богородицы. Эта церковь в 1763 году сгорела и в том же году построена вновь, так что 2 января следующего 1764 года она уже освящена. Церковь эта существовала до 1800 года, когда по окончательной отделке нового каменного собора, по неимению в ней надобности, разрешено было строителю Геннадию продать её. Деревянную же соборную церковь благословенною грамотою Тамбовского епископа Феофила от 1792 года 11 февраля разрешено «охочим людям за сходную цену продать в такое место, где за сгорением или за непостроением вновь церкви не имеется, и деньги употребить на украшение новой церкви».
Современному соборному храму основание полагалось два раза: в первый раз в 1792 году по благословенной грамоте Тамбовского епископа Феофила строителю Ионе от 11 февраля того года. Во второй раз — по таковой же грамоте и того же епископа строителю Геннадию от 1 июля 1796 года. Причною двоекратного построения храма послужило несчастное обстоятельство: заложенный в 1792 году и приведённый почти к окончанию в 1795 году, новый каменный храм обрушился от непрочной кладки. В 1795 году указом Тамбовского епископа Феофила от 24 августа, вследствие прошения строителя Геннадия, велено развалившиеся стены разобрать. Через год благословенной грамотою того же епископа к тому же строителю Геннадию преподано благословение о построении вместо обвалившейся церкви новой каменным же зданием, с тою только разницей, что развалившаяся церковь по грамоте долженствовала быть Спасо-Преображенской с одним приделом во имя Казанской Божией Матери, а второй, 1796 года — с двумя приделами, Казанской Божией Матери и Рождества Иоанна Предтечи. К концу 1799 года новая церковь тщанием строителя Геннадия «от доброхотного подаяния пришла в совершенное окончание и личным присутствием Его Преосвященства (епископа Нижегородского и Арзамасского Вениамина) обозрена». Вследствие этого по ходатайству строителя Геннадия от 21 декабря 1799 года означенным епископом дано благословение освятить самому строителю Геннадию два придела — Казанский и Предтеченский и выданы два антиминса. Но в исполнение этого разрешения в 1801 году освящён только один придел, Казанский. А придел во имя Рождества Иоанна Предтечи освящён уже по указу епископа Пензенского и Саратовского Гаия в 1804 году на ранее полученном от епископа Вениамина антиминсе14. Главный престол храма освящён тем же строителем Геннадием в том же 1804 году 7 сентября во исполнение указа Пензенской духовной консистории от 28 августа. Каменный монастырский храм выстроен в 1796—1804 в стиле классицизма. Здание на высоком цоколе состояло из двусветного четверика, завершённого декоративным пятиглавием, и трапезной, в которой находились приделы — Казанский и Усекновения Предтечи. В середине XX в. сломан. Планируется восстановление.
- Храм Александра Невского ,

Кубическая церковь в стиле позднего классицизма в угловой юго-восточном углу каре монастырских корпусов. Построенная в 1810—1817 строителем Геннадием, по благословенной грамоте Пензенского преосвященного Моисея от 24 июня 1810 года. Антиминс в этом храме выправлен тем же строителем Геннадием, а освящён храм игуменом Сергием по указу из Пензенской духовной консистории 22 мая 1817 года. Служила тёплым храмом монастыря. В XX в. использовалась как клуб. В 2000-х отреставрирована. Службы в этом храме возабновлены 4 апреля 2010 года в день празднования Воскресения Христова. В 2011 г. были начаты работы над пристроем гульбища к храму, сейчас ведётся отделка внутреннего убранства храма, отделка келлий и сан.узлов братского корпуса, который прилегает к храму Александра Невского. В результате обширных восстановительных работ, проводимых с 2004 года, церковь Александра Невского приобрела завершённый вид. Реконструирована надстройка храма, венчаемая золотой маковкой, восстановлена кровля и закончена отделка фасада.
- Храм Святителя Николая

Церковь во втором ярусе высокой четырёхъярусной надвратной колокольни в стиле позднего классицизма, сооружённой по храмозданной грамоте, данной 29 июня 1810 года Пензенским преосвященным Моисеем строителю Геннадию. Хотя иконостас был сделан вскоре по создании этого храма, но икон в нём не было приготовлено до 50-х годов. Только в 1855 году при архимандрите Нифонте иконы были написаны послушником монастыря из мещан г. Козлова Василием Александровым Дёминым. Освящён этот храм преосвященным Варлаамом при посещении монастыря 15 июня 1857 года. В настоящее время восстанавливается. От колокольни в право и влево отходят братские корпуса. В правом крыле планируется устройство трапезной и кухни, сейчас там ведутся ремонтные работы, меняются все ветхие перекрытия. В левом крыле братского корпуса находятся кельи, которые также нуждаются в ремонте. К братскому корпусу прилегает юго-западная башня.
- Храм Иверской иконы Божьей Матери

В башне над северными воротами монастыря в 1990-х, в связи с невозможностью быстрого воссоздания остальных храмов, устроена часовня. Перекрыта низкой четырёхскатной кровлей с главкой. Храм действующий. От храма в обе стороны расположены корпуса, которые заканчиваются башнями — это северо-западная башня и северо-восточная.
- Трапезная монастыря

Монастырская трапезная расположена в правом крыле от храма Святителя Николая. Ведутся восстановительные работы.